# Икт
Икт (лат. ictus «удар», «толчок»), ритмическое ударение в стихе, фиксирующее его уникальную структуру.

## Икт в метрике и силлабо-метрике
В метрическом и силлабо-метрическом стихосложении икт формирует метр — одну или группу из двух стоп, последовательность которых фиксирует стих. Напр. в дактилическом каталектическом гекзаметре —́UU | —́UU | —́UU | —́UU | —́UU | —́U присутствует шесть иктов, каждый из которых формирует метр из одного дактиля; в ямбическом триметре U—́ ¦ U— | U—́ ¦ U— | U—́ ¦ U— три икта, каждый из которых формирует метр из двух ямбов и т. п.
Соблюдение иктов в метрическом (и отчасти силлабо-метрическом) стихе очень важно, так как икт является единственным ритмозадающим механизмом в стихе. Например, героический гекзаметр, который может принимать 32 вида, от собственно дактилического (—́UU | —́UU | —́UU | —́UU | —́UU | —́U) до спондеического (—́— | —́— | —́— | —́— | —́— | —́—), обязан сохранять икты на первом слоге каждой стопы; в противном случае ритм стиха будет потерян. При этом собственные ударения слов с иктом могут не совпадать, напр.:
—́UU | —́UU | —́ || — | —́— | —́UU | —́X
Áurea príma satá [e]st || aetás quae víndice núllo…
(Ovidius, Metam. I, 89)
где в словах «sata» и «aetas» собственное ударение падает на первый слог, в то время как икт падает на второй.

## Икт в силлабо-тонике
В силлабо-тоническом стихосложении — ритмическое ударение в стихе, безотносительное к собственному (словесному) ударению слов, входящих в состав стиха. Напр. «Хо́ди, и́зба, хо́ди, пе́чь — хо́зяи́ну не́где ле́чь».